# Davide Morello
Davide Morello (Palermo, 22 giugno 1978) è un ex calciatore italiano, di ruolo portiere.

## Carriera

### Inizi
Inizia la sua carriera nella seconda squadra di Palermo, e dopo aver giocato sette stagioni nei campionati dilettantistici, di cui due in Basilicata, in serie D, a Lauria, nel 2001 entra nella rosa della Cavese. Dal 2002 al 2004 gioca nell'Isernia, con cui ottiene la promozione dalla Serie D alla Serie C2.
Nel 2004 viene acquistato a titolo definitivo dall'Arezzo, ma viene immediatamente girato in prestito al Gela, sempre in Serie C2, con la quale disputa 36 partite di campionato. Il 30 agosto 2005 passa in compartecipazione all'Ancona con cui disputa la stagione 2005-2006 e ottiene la promozione in Serie C1.

### Pisa
Resta nelle Marche anche per la stagione successiva, ma il 23 gennaio 2007 si trasferisce in prestito al Pisa, dove fino a fine stagione si gioca il posto da titolare con Giovanni Indiveri; alla fine dell'anno la squadra toscana, guidata da Piero Braglia riesce, attraverso i playoff, a centrare la promozione in Serie B, e Morello, torna ad Ancona per la fine del prestito.
Il 23 giugno 2007 Arezzo e Ancona vanno alle buste per il giocatore, che, non venendo depositata alcuna offerta, resta all'Ancona. Il 6 luglio successivo, però, torna ufficialmente a titolo definitivo al Pisa che lo conferma come portiere titolare per la stagione 2007-2008. Nell'anno successivo, Il Pisa, nell'anno del suo centenario, conferma Gian Piero Ventura sulla panchina, ma a seguito di risultati negativi, gli subentra Bruno Giordano, che conferma Morello in porta. All'ultima giornata di campionato, complice anche una combinazione di risultati a sfavore, il club toscano retrocede direttamente in Lega Pro, e successivamente, fallisce, lasciando anche Morello svincolato a parametro zero.
Frequenta dunque i campi di Coverciano in attesa di una chiamata e successivamente accetta l'offerta del club bulgaro del Botev Plovdiv, allenato all'epoca da Enrico Piccioni. Dopo pochi giorni di allenamento in Bulgaria, ritorna sui suoi passi, complice la difficile situazione finanziaria del club.

### Torino
Il 1º febbraio 2010, dopo sei mesi di inattività, firma per il Torino, per fare da dodicesimo a Matteo Sereni. Debutta in maglia granata il 13 febbraio seguente, nella trasferta contro l'AlbinoLeffe, parando un calcio di rigore battuto da Marco Cellini. In seguito alla sciatalgia sofferta da Sereni, diventa titolare della porta granata, disputando tutte e quattro le partite dei playoff, persi poi contro il Brescia.
Rimane in granata per la stagione 2010-2011, sotto la guida di Franco Lerda, e inizia la stagione da titolare. La sconfitta in prima giornata contro il Varese e soprattutto una serie di interventi negativi nella partita esterna contro il Cittadella (dove viene sostituito all'intervallo da Davide Bassi), inducono l'allenatore a preferirgli Rubinho, appena arrivato in prestito dal Palermo. Termina la stagione con sole due partite disputate, e quattro reti subite.
Con l'arrivo di Gian Piero Ventura viene confermato per la stagione 2011-2012, che lo vede secondo portiere alle spalle del titolare Ferdinando Coppola. Debutta in campionato nella trasferta di Modena, dove subisce le due reti che segnano la sconfitta dei granata; gioca come titolare nel pareggio casalingo a reti bianche contro l'AlbinoLeffe. Il 30 giugno 2012, dopo il termine del suo contratto, resta svincolato a parametro zero.

### Ultimi anni
Il 5 settembre 2012 viene ingaggiato dal Trapani. Debutta in Lega Pro nella gara di Coppa Italia Lega Pro contro l'Hinterreggio, terminata 2-0. Gioca la sua seconda partita in maglia granata, il 19 maggio 2013, in occasione della gara d'andata della Supercoppa di Lega di Prima Divisione contro l'Avellino terminata 1-1.

## Statistiche

### Presenze e reti nei club
| Stagione        | Squadra         | Campionato      | Campionato | Campionato | Coppe nazionali | Coppe nazionali | Coppe nazionali | Coppe continentali | Coppe continentali | Coppe continentali | Altre coppe | Altre coppe | Altre coppe | Totale | Totale |
| Stagione        | Squadra         | Comp            | Pres       | Reti       | Comp            | Pres            | Reti            | Comp               | Pres               | Reti               | Comp        | Pres        | Reti        | Pres   | Reti   |
| --------------- | --------------- | --------------- | ---------- | ---------- | --------------- | --------------- | --------------- | ------------------ | ------------------ | ------------------ | ----------- | ----------- | ----------- | ------ | ------ |
| 2001-2002       | Cavese          | C2              | 24+1       | -28        | -               | -               | -               | -                  | -                  | -                  | -           | -           | -           | 25     | -28    |
| 2003-2004       | Isernia         | C2              | 28+2       | -29 + -2   | CI-C            | 0               | 0               | -                  | -                  | -                  | -           | -           | -           | 30     | -31    |
| 2004-2005       | Gela            | C2              | 32+3       | -17        | CI-C            | 0               | 0               | -                  | -                  | -                  | -           | -           | -           | 35     | -17    |
| 2005-2006       | Ancona          | C2              | 17+2       | -9         | CI-C            | 0               | 0               | -                  | -                  | -                  | -           | -           | -           | 19     | -9     |
| 2007-2008       | Ancona          | C1              | 7          | -10        | CI-C            | 0               | 0               | -                  | -                  | -                  | -           | -           | -           | 7      | -10    |
| Totale Ancona   | Totale Ancona   | Totale Ancona   | 24+2       | -19        |                 | 0               | 0               |                    | -                  | -                  |             | -           | -           | 26     | -19    |
| gen.-giu. 2007  | Pisa            | C1              | 4+4        | -2 + -3    | CI-C            | 0               | 0               | -                  | -                  | -                  | -           | -           | -           | 8      | -5     |
| 2007-2008       | Pisa            | B               | 36+2       | -34 + -3   | CI              | 1               | -1              | -                  | -                  | -                  | -           | -           | -           | 39     | -38    |
| 2008-2009       | Pisa            | B               | 23         | -29        | CI              | 1               | -2              | -                  | -                  | -                  | -           | -           | -           | 24     | -31    |
| Totale Pisa     | Totale Pisa     | Totale Pisa     | 63+6       | -63 + -3   |                 | 2               | -3              |                    | -                  | -                  |             | -           | -           | 71     | -74    |
| gen.-giu. 2010  | Torino          | B               | 6+4        | -3 + -4    | CI              | -               | -               | -                  | -                  | -                  | -           | -           | -           | 10     | -7     |
| 2010-2011       | Torino          | B               | 2          | -4         | CI              | 1               | -1              | -                  | -                  | -                  | -           | -           | -           | 3      | -5     |
| 2011-2012       | Torino          | B               | 3          | -2         | CI              | 0               | 0               | -                  | -                  | -                  | -           | -           | -           | 3      | -2     |
| Totale Torino   | Totale Torino   | Totale Torino   | 11+4       | -9 + -4    |                 | 1               | -1              |                    | -                  | -                  |             | -           | -           | 16     | -14    |
| 2012-2013       | Trapani         | 1D              | 0          | 0          | CI+CI-LP        | 0+3             | -1              | -                  | -                  | -                  | ScL-1D      | 1           | -1          | 4      | -2     |
| Totale carriera | Totale carriera | Totale carriera | 200        | -179       |                 | 6               | -5              |                    | -                  | -                  |             | 1           | -1          | 207    | -185   |

## Palmarès

### Club

#### Competizioni nazionali
- Lega Pro Prima Divisione: 1

Trapani: 2012-2013